# Nemanja Pejčinović
Nemanja Pejčinović (Servisch: Немања Пејчиновић) (Kragujevac, 4 november 1987) is een Servisch voetballer die bij voorkeur als centrale verdediger speelt. Hij verruilde in juli 2014 OGC Nice voor Lokomotiv Moskou.

## Clubcarrière
Pejčinović is een jeugdproduct van FK Rad, waar hij aanvoerder was. In januari 2009 werd hij zes maanden verhuurd aan Rode Ster Belgrado. Tijdens het seizoen 2010/11 werd hij voor een jaar verhuurd aan het Duitse Hertha BSC. In juli 2010 werd hij verhuurd aan OGC Nice, dat de aankoopoptie van één miljoen euro op Pejčinović lichtte.

## Interlandcarrière
Pejčinović debuteerde voor Servië in een vriendschappelijke wedstrijd op 14 december 2008 tegen Polen.